# Filip Alexanderson
Nils Filip Alexanderson, född 2 december 1975 på Lidingö, är en svensk skådespelare och författare.

## Biografi
Alexanderson studerade vid Teaterhögskolan i Stockholm 2000–2004, och debuterade på Dramaten 2005 där han gjort en rad roller fram till 2018. Mellan 2003–2004 spelade han Loranga i Park- och Riksteaterns succé Loranga, Masarin och Dartanjang för över 50 000 besökare. Han gjorde även titelrollen i Enskedespelets Pinocchio 2006. På Dramaten har han bland annat medverkat i Den girige, Amadeus, Trettondagsafton och Mästaren och Margarita.  Han har jobbat med regissörer som Gösta Ekman, Jenny Andreasson och Suzanne Osten i Konspiration 2023. I många år samarbetade han med regissören Ellen Lamm i föreställningar som Brev från Eric Ericson, Drömström & Rundlund och De onda barnen. Han har även medverkat i ett antal TV- och filmproduktioner.
Sedan 2017 har Alexanderson skrivit och regisserat ett flertal pjäser, På jakt efter Bibliotekstjuven på Stockholm Stadsteater liksom Balladen om bröderna Grimm och Siri på spänd lina, en föreställning om skådespelerskan Siri Hamaris uppväxt på sirkus Finlandia. Han skrev och regisserade också pjäsen Tre rum som spelades på tre scener i tre olika länder simultant 2023 – Trondheim, Sundsvall och Jakobstad. Med hjälp av fiberoptik kunde skådespelarna spela med varandras projektioner över lands- och tidsgränser.
Alexanderson är med och driver det konstnärliga forskningskollektivet Cabaret Electrique som arbetar med motion capture och scenkonst. 2017 regisserade han och skrev Kafkas Arkiv på KTHs Reaktorhall R1 där motion capture, live-animationer och VR var en del av föreställningen som byggde på Franz Kafkas verk.
2015 debuterade Alexanderson som författare med romanen Förstfödd (Norstedts Förlag) som följdes upp av Elddöpt (2017). Böckerna gavs även ut i Tyskland, Tjeckien, Slovakien och Finland. 2019 kom också den fristående ljudboksserien Irrbloss som utspelar sig på södermalm på 70-talet.
Förstfödd blev även TV-serien Hidden - Förstfödd, som visas på Viaplay från 2019 där Alexanderson även ingått i manusarbetet och kan ses i rollen som uteliggaren Wennerbom.

## Pjäser
- Kafkas Arkiv - 2017
- På jakt efter bibliotekstjuven - 2019
- Siri på spänd lina - 2022
- Tre rum - 2023
- Balladen om bröderna Grimm - 2023

## Teater

### Roller (ej komplett)
| År   | Roll                                                        | Produktion                                                                | Regi                | Teater                      |
| ---- | ----------------------------------------------------------- | ------------------------------------------------------------------------- | ------------------- | --------------------------- |
| 2002 | Oswald le Boys m fl                                         | Som ni vill ha det (As you Like it) William Shakespeare                   | Johanna Garpe       | Stockholms stadsteater      |
| 2002 | Green                                                       | Stack Petra Berg-Holbek och Martin Eriksson                               | Petra Berg-Holbek   | Stockholms stadsteater      |
| 2003 | Loranga                                                     | Loranga, Masarin och Dartanjang Barbro Lindgren                           | Ellen Lamm          | Frontalteatern/ Parkteatern |
| 2005 | Herr Ris Blåklockan Nyttoväxt Tomtebobarn Gumman Tö Julbock | Petter och Lotta och stora landsvägen Lucas Svensson efter Elsa Beskow    | Carolina Frände     | Dramaten                    |
| 2006 | Pinocchio                                                   | Pinocchio Carlo Collodi                                                   | Johanna Huss        | Enskedespelet               |
| 2006 | Mannen med tuban Brevbäraren Konduktören Trollkarlen        | Klaus ont Erika Lucas Svensson                                            | Staffan Roos        | Dramaten                    |
| 2009 | Mitritsch                                                   | Mörkrets makt (Власть тьмы, Vlast' t'my) Lev Tolstoj                      | Michaela Granit     | Dramaten                    |
| 2009 | Rugby                                                       | Muntra fruarna i Windsor (The Merry Wives of Windsor) William Shakespeare | John Caird          | Dramaten                    |
| 2009 | Mäster Simon                                                | Den girige (L'Avare ou l'École du mensonge) Molière                       | Gösta Ekman         | Dramaten                    |
| 2009 | Medverkande                                                 | Historien om tigern (Storia della tigre) Dario Fo                         | Björn Granath       | Dramaten                    |
| 2011 | Rainer                                                      | Tjuvar (Diebe) Dea Loher                                                  | Jenny Andreasson    | Dramaten                    |
| 2012 |                                                             | Titta livet! - en lek Lucas Svensson                                      | Ellen Lamm          | Dramaten                    |
| 2015 | Antonio                                                     | Trettondagsafton (Twelfth Night, or What You Will) William Shakespeare    | Åsa Melldahl        | Dramaten                    |
| 2015 | O'Kelly                                                     | Maria Stuart Friedrich Schiller                                           | Peter Konwitschny   | Dramaten                    |
| 2016 | Herr Mikael Bergman                                         | Fanny och Alexander Ingmar Bergman                                        | Stefan Larsson      | Dramaten                    |
| 2016 | Jörgen                                                      | Fåglarna (Fuglane) Tarjei Vesaas                                          | Ole Anders Tandberg | Dramaten                    |
| 2017 |                                                             | Bråttom, bråttom Mattias Fransson och Sven Björklund                      | Birgitta Egerbladh  | Dramaten                    |
| 2023 |                                                             | Konspiration Erik Uddenberg                                               | Suzanne Osten       | Dramaten                    |
| 2024 |                                                             | 77 meddelanden till framtiden Jacob Hirdwall                              | Jacob Hirdwall      | Dramaten                    |

### Regi (ej komplett)
| År   | Produktion                     | Upphovsmän         | Teater                   |
| ---- | ------------------------------ | ------------------ | ------------------------ |
| 2021 | På jakt efter bibliotekstjuven | Filip Alexanderson | Kulturhuset Stadsteatern |
| 2022 | Siri på spänd lina             | Filip Alexanderson | Kulturhuset Stadsteatern |